# Hisham al-Hashimi
Hisham al-Hashimi (en árabe: هشام الهاشمي. Bagdad, 9 de mayo de 1973-ib., 6 de julio de 2020) fue un historiador e investigador iraquí especializado en asuntos de seguridad y estratégicos y grupos extremistas, así como en el Estado Islámico y su red de seguidores. También fue asesor del gobierno iraquí para la lucha contra el terrorismo.

## Biografía
Fue historiador e investigador en seguridad y asuntos estratégicos. Ha sido un seguidor de los grupos islámicos iraquíes  desde 1997. Ha trabajado en el campo de los manuscritos modernos y jurisprudenciales, aunque su formación académica tomó otro camino, con una licenciatura en Economía y Administración, en la especialidad de estadística. Científico titulado en Hadiz, tenía interés en la biografía y obra del experto en hadiz sirio Al-Dhahabi (siglo XIV).
Fue arrestado y sentenciado a prisión por el régimen de Saddam Hussein debido a su afiliación con el salafismo yihadista. Fue liberado de la prisión en 2002. Después de 2003, comenzó a trabajar en la prensa, escribiendo artículos y colaborando con periódicos y canales extranjeros, así como en un blog sobre el mapa de grupos armados en Irak.
Publicó varios libros sobre el extremismo y el Estado Islámico. Ocupó un cargo en el grupo de trabajo para la reconciliación nacional en la oficina del Primer ministro y del presidente del Gobierno Iraquí y de la misión de la ONU. Así mismo fue investigador en el Centro de Política Global de EE. UU. y miembro del Consejo Consultivo de Irak.
El 1 de julio de 2020, publicó un informe titulado La disputa interna dentro de las Fuerzas de Movilización Popular, su último trabajo antes de su asesinato.

## Asesinato
El 6 de julio de 2020, fue herido de gravedad fuera de su casa, ubicada en el barrio de Zayouna (Bagdad), tras ser víctima de un ataque por parte de dos hombres armados que le dispararon varias veces desde una motocicleta. Murió en el Hospital Ibn Al-Nafees poco después de llegar a consecuencia de las heridas recibidas.
Su muerte provocó un alboroto nacional en Irak y entre la comunidad internacional, que condujo a acusaciones de grupos paramilitares como Kataeb Hezbolá y el Estado Islámico, mientras que para los técnicos de la investigación oficial no se ha acusado a ningún grupo, y ninguno de los posibles acusados se ha atribuido su responsabilidad. Sin embargo, según informes, Al-Hashimi recibió amenazas directas de muerte y secuestro de miembros dentro de Kataeb Hezbolá y las Fuerzas de Movilización Popular, ambas formaciones paramilitares iraquíes.

## Publicaciones
- ʻĀlam Dāʻish, min al-nashʼah ilá iʻlān al-khilāfah. Landan: Dār al-Ḥikmah; Baghdād: Dār Bābil, 2015.[25]
- Tanẓīm Dāʻish min al-dākhil. Baghdād: Dār Bābil lil-Ṭibāʻah wa-al-Nashr wa-al-Tawzīʻ; Landan: Dār al-Ḥikmah, 2016.[26]